# Autonomes Flugtaxi

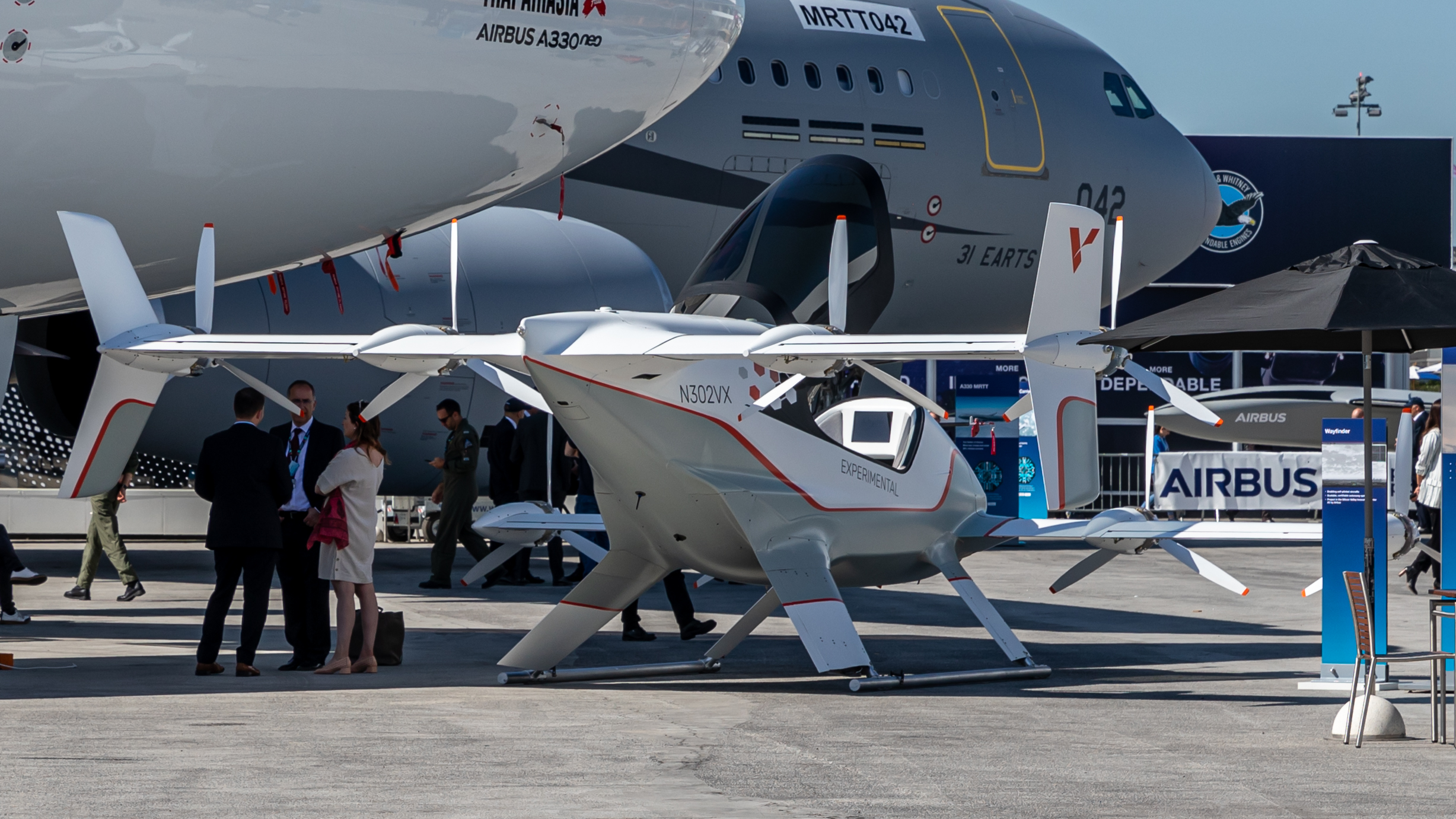
Airbus A³ Vahana

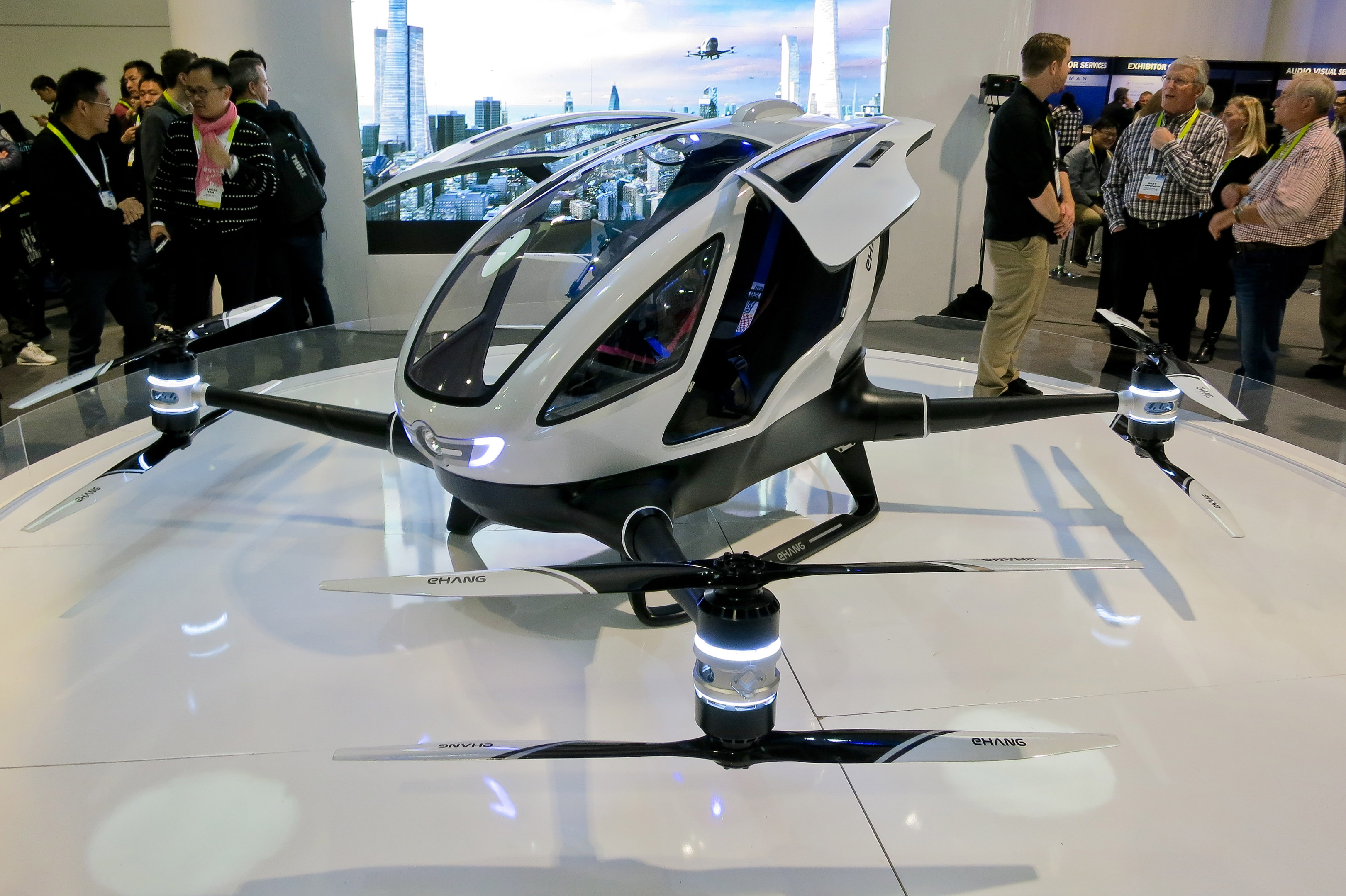
Die erste Passagier-Drohne: EHang 184

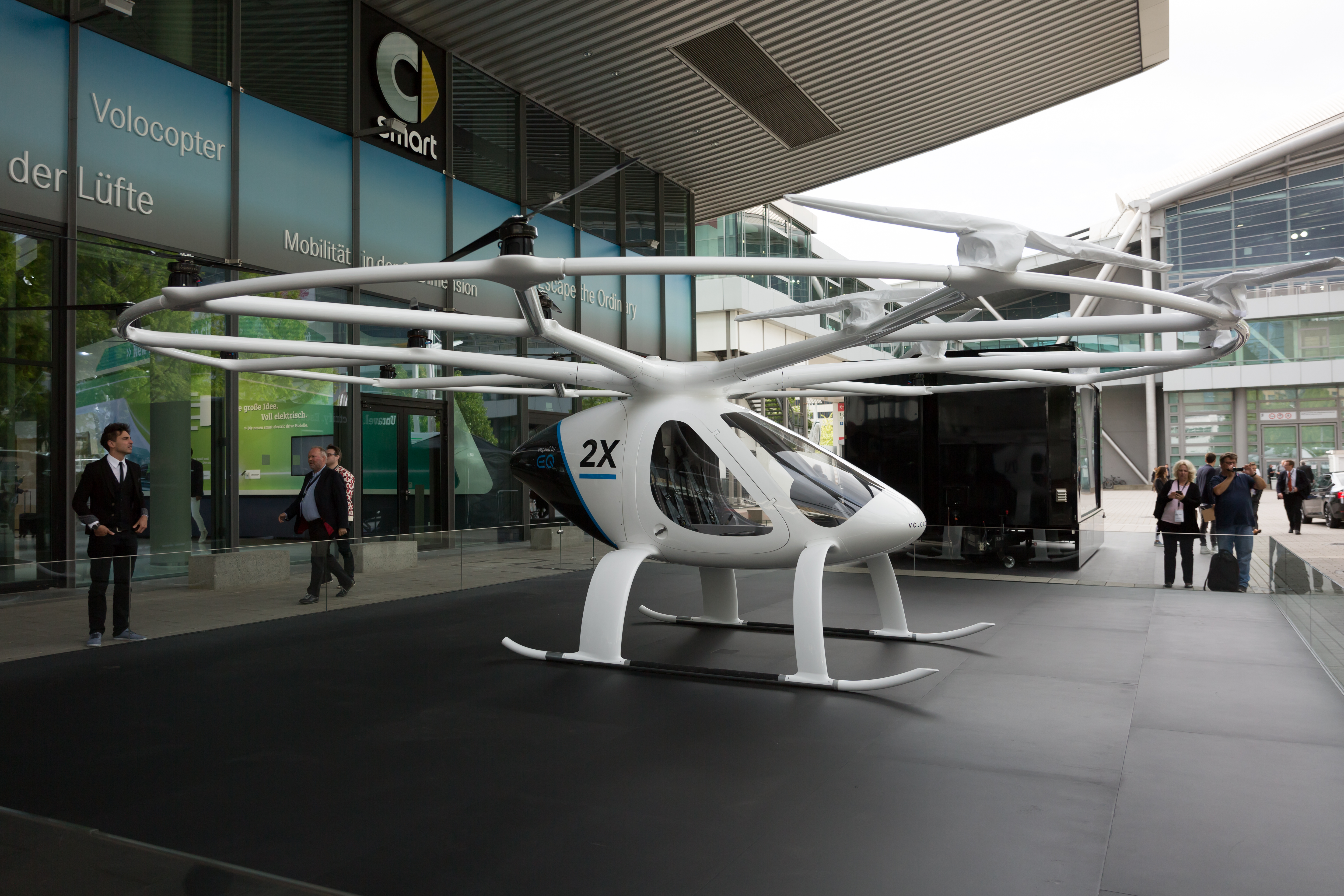
Volocopter 2X

Ein autonomes Flugtaxi (umgangssprachlich auch Passagierdrohne) ist ein Flugtaxi, das ohne Einsatz eines menschlichen Piloten Passagiere transportieren kann. Seine Verwendung in urbanen Ballungsräumen wird vor allem im Rahmen von Urban-Air-Mobility-Konzepten diskutiert. Um einen autonomen Flug zu ermöglichen, besitzt dieses Luftfahrzeug eine Vielzahl von Sensoren, deren Daten von Computern für die Flugsteuerung verwendet werden. Ob und wann autonome Flugtaxis als reguläre Verkehrsmittel eingesetzt werden, ist ungewiss.
Das erste öffentlich bekannt gewordene autonome Flugtaxi wurde mit der EHang 184 auf der Messe Consumer Electronics Show (CES) 2016 von chinesischen Unternehmern präsentiert.

## Geschichte
Ferngesteuerte Modellflugzeuge sind seit den 1970er-Jahren ein beliebtes Hobby. Drohnen, insbesondere elektrisch angetriebene Mehrrotor-Flugmodelle fanden Anfang der 2000er-Jahre Verbreitung. Drohnen unterscheiden sich von Modellflugzeugen durch ein gewisses Maß an Autonomie.
Nach erstmaligen Einsätzen im Zweiten Weltkrieg hat sich die Zahl militärisch spezialisierter Drohnen und ihrer Einsätze Ende des 20. / Anfang des 21. Jahrhunderts deutlich erhöht. Militärdrohnen wurden unter anderem bei Kampfhandlungen im Irak und in Afghanistan intensiv genutzt.
Seither brachten Konstrukteure zahlreiche Ideen und Entwicklungen für den Personenflug ein. Dazu gehören der in den 1960er-Jahren eingeführte Raketenrucksack, das Aeromobil-Flugwagenkonzept der frühen 1990er-Jahre und das Terrafugia-Flugfahrzeugkonzept aus dem Jahr 2006. Obwohl diese vom Piloten gesteuert werden und somit technisch nicht als Drohnen gelten, dienen sie dennoch als inspirierende Vorläufer heute entwickelter Passagierdrohnen.
Ab dem Jahr 2011 haben mehrere Entwickler kurze bemannte Flüge auf experimentellen elektrischen Mehrrotor-Fluggeräten durchgeführt.

## Entwicklungen
- Bell Nexus
- Boeing Passenger Air Vehicle (eingestellt)
- CityAirbus (eingestellt)
- EHang
- Lilium Jet (eingestellt)
- Vahana (eingestellt)
- Volocopter (eingestellt)
- Wisk Cora

## Zukunft
Innovationen in der Drohnentechnologie und in der Luftverkehrskoordination, -kontrolle sowie der Kollisionsvermeidung, könnten zu einer schnellen Verbreitung für den zivilen Passagiertransport führen. Mehrere Unternehmen untersuchen die Verwendung als Lufttaxis und für Flugrettungsdienste. Entwickler arbeiten daran, viele Herausforderungen zu bewältigen, darunter Lärm, eine geringe Nutzlast, kurze Flugzeiten, Luftraumvorschriften und die mangelnde Datenlage zur Sicherheit und den allgemeinen Betrieb. Eine größere technische Einschränkung bleibt außerdem die begrenzte Energiedichte der Antriebsbatterien, selbst bei heutigen Lithium-Ionen-Akkumulatoren.